# 800 mètres féminin aux championnats du monde d'athlétisme 2007
Navigation
Helsinki 2005 Berlin 2009
L'épreuve du 800 mètres féminin des championnats du monde d'athlétisme 2007 s'est déroulée du 30 août au 2 septembre 2007 dans le Stade Nagai d'Osaka, au Japon. Elle est remportée par la Kényane Janeth Jepkosgei.
46 athlètes étaient inscrites. Elles ont couru les séries éliminatoires le 25 août, les demi-finales le 26 et la finale a eu lieu le 28.

## Records
| Record du monde            | 1 min 53 s 28 | Jarmila Kratochvilova | Tchécoslovaquie  | 26 juillet 1983  | Munich    |
| Record des championnats    | 1 min 54 s 68 | Jarmila Kratochvilova | Tchécoslovaquie  | 9 août 1983      | Helsinki  |
| Meilleure performance 2007 | 1 min 57 s 63 | Yuliya Krevsun        | Ukraine          | 14 août 2007     | Bangkok   |
| Record d'Afrique           | 1 min 55 s 19 | Maria Mutola          | Mozambique       | 17 août 1994     | Zurich    |
| Record d'Asie              | 1 min 55 s 54 | Liu Dong              | Chine            | 9 septembre 1993 | Pékin     |
| Record d'Amérique du Nord  | 1 min 54 s 44 | Ana Fidelia Quirot    | Cuba             | 9 août 1989      | Barcelone |
| Record d'Amérique du Sud   | 1 min 56 s 68 | Letitia Vriesde       | Suriname         | 13 août 1995     | Göteborg  |
| Record d'Europe            | 1 min 53 s 28 | Jarmila Kratochvilova | Tchécoslovaquie  | 26 juillet 1983  | Munich    |
| Record d'Océanie           | 1 min 58 s 25 | Toni Hodgkinson       | Nouvelle-Zélande | 27 juillet 1996  | Atlanta   |

## Médaillées
| Or               | Argent         | Bronze         |
| ---------------- | -------------- | -------------- |
| Janeth Jepkosgei | Hasna Benhassi | Mayte Martínez |

## Résultats

### Finale (28 août)
| Rang | Pays        | Athlète            | Temps              |
| ---- | ----------- | ------------------ | ------------------ |
| 1    | Kenya       | Janeth Jepkosgei   | 1 min 56 s 04 (WL) |
| 2    | Maroc       | Hasna Benhassi     | 1 min 56 s 99      |
| 3    | Espagne     | Mayte Martínez     | 1 min 57 s 62 (PB) |
| 4    | Russie      | Olga Kotlyarova    | 1 min 58 s 22      |
| 5    | Slovénie    | Brigita Langerholc | 1 min 58 s 52      |
| 6    | Biélorussie | Sviatlana Usovich  | 1 min 58 s 92      |
| 7    | Russie      | Svetlana Klyuka    | 2 min 00 s 90      |
| 8    | Mozambique  | Maria Mutola       | DNF                |

### Demi-finales (26 août)
Il y eut trois demi-finales. Les deux premières de chaque course ainsi que les deux meilleurs temps se sont qualifiées pour la finale. La championne du monde en titre, la Cubaine Zulia Calatayud, a été la principale éliminée de ces demi-finales.
| Rang | Pays        | Athlète           | Temps                |
| ---- | ----------- | ----------------- | -------------------- |
| 1    | Biélorussie | Sviatlana Usovich | 1 min 58 s 11 Q (PB) |
| 2    | Russie      | Olga Kotlyarova   | 1 min 58 s 56 Q      |
| 3    | Slovaquie   | Lucia Klocová     | 1 min 58 s 62 (PB)   |
| 4    | Italie      | Elisa Cusma       | 1 min 58 s 63 (PB)   |
| 5    | Roumanie    | Liliana Popescu   | 2 min 00 s 07 (SB)   |
| 6    | Royaume-Uni | Jemma Simpson     | 2 min 00 s 48        |
| 7    | Canada      | Diane Cummins     | 2 min 00 s 51        |
| 8    | États-Unis  | Hazel Clark       | 2 min 02 s 92        |

| Rang | Pays        | Athlète          | Temps                |
| ---- | ----------- | ---------------- | -------------------- |
| 1    | Russie      | Svetlana Klyuka  | 1 min 58 s 97 Q      |
| 2    | Espagne     | Mayte Martínez   | 1 min 59 s 32 Q (SB) |
| 3    | Maroc       | Amina Ait Hammou | 1 min 59 s 51 (SB)   |
| 4    | Royaume-Uni | Marilyn Okoro    | 1 min 59 s 63 (PB)   |
| 5    | Jamaïque    | Kenia Sinclair   | 2 min 00 s 25        |
| 6    | Ukraine     | Tetyana Petlyuk  | 2 min 00 s 90        |
| 7    | Guyana      | Marian Burnett   | 2 min 01 s 02        |
| 8    | Cuba        | Zulia Calatayud  | 2 min 06 s 97        |

| Rang | Pays        | Athlète                | Temps                |
| ---- | ----------- | ---------------------- | -------------------- |
| 1    | Kenya       | Janeth Jepkosgei       | 1 min 56 s 17 Q (WL) |
| 2    | Maroc       | Hasna Benhassi         | 1 min 56 s 84 Q (SB) |
| 3    | Mozambique  | Maria Mutola           | 1 min 56 s 98 q (SB) |
| 4    | Slovénie    | Brigita Langerholc     | 1 min 58 s 41 q (PB) |
| 5    | Royaume-Uni | Jennifer Meadows       | 1 min 59 s 39 (PB)   |
| 6    | France      | Élodie Guégan          | 1 min 59 s 46 (PB)   |
| 7    | Pologne     | Ewelina Setowska-Drick | 2 min 01 s 02        |
| 8    | Namibie     | Agnes Samaria          | 2 min 02 s 25        |

### Séries (25 août)
Il y eut six séries. Les trois premières de chaque course ainsi que les six meilleurs temps se sont qualifiées pour les demi-finales.
Il faut noter la participation d'une athlète de la Palestine et les éliminations de Svetlana Cherkasova et la détentrice de la meilleure performance de l'année Yuliya Krevsun.
| Rang | Pays               | Athlète                  | Temps                |
| ---- | ------------------ | ------------------------ | -------------------- |
| 1    | Russie             | Svetlana Klyuka          | 2 min 00 s 11 Q      |
| 2    | Guyana             | Marian Burnett           | 2 min 00 s 53 Q      |
| 3    | Maroc              | Amina Ait Hammou         | 2 min 00 s 85 Q (SB) |
| 4    | Roumanie           | Mihaela Stancescu-Neacsu | 2 min 01 s 08        |
| 5    | États-Unis         | Alice Schmidt            | 2 min 02 s 49        |
| 6    | Brésil             | Josiane Tito             | 2 min 03 s 70        |
| 7    | Andorre            | Natalia Gallego          | 2 min 13 s 46        |
| 8    | Guinée équatoriale | Emilia Mikue Ondo        | 2 min 15 s 72 (RN)   |

| Rang | Pays        | Athlète         | Temps           |
| ---- | ----------- | --------------- | --------------- |
| 1    | Russie      | Olga Kotlyarova | 2 min 01 s 75 Q |
| 2    | Royaume-Uni | Marilyn Okoro   | 2 min 01 s 79 Q |
| 3    | Cuba        | Zulia Calatayud | 2 min 01 s 81 Q |
| 4    | États-Unis  | Alysia Johnson  | 2 min 02 s 11   |
| 5    | Colombie    | Rosibel García  | 2 min 02 s 86   |
| 6    | Chine       | Qing Liu        | 2 min 04 s 35   |
| 7    | Angola      | Lillian Silva   | 2 min 09 s 17   |

| Rang | Pays        | Athlète                | Temps                |
| ---- | ----------- | ---------------------- | -------------------- |
| 1    | Mozambique  | Maria Mutola           | 2 min 00 s 00 Q      |
| 2    | Royaume-Uni | Jennifer Meadows       | 2 min 00 s 14 Q (PB) |
| 3    | Slovénie    | Brigita Langerholc     | 2 min 00 s 20 Q      |
| 4    | Pologne     | Ewelina Setowska-Drick | 2 min 00 s 45 q      |
| 5    | Italie      | Elisa Cusma            | 2 min 00 s 54 q      |
| 6    | Madagascar  | Eliane Saholinirina    | 2 min 06 s 57 (PB)   |
| 7    | Liberia     | Fatimoh Muhammed       | 2 min 07 s 28 (RN)   |
| 8    | Palestine   | Gharid Ghrouf          | 2 min 30 s 35 (PB)   |

| Rang | Pays        | Athlète         | Temps              |
| ---- | ----------- | --------------- | ------------------ |
| 1    | Maroc       | Hasna Benhassi  | 2 min 00 s 31 Q    |
| 2    | Royaume-Uni | Jemma Simpson   | 2 min 00 s 47 Q    |
| 3    | Roumanie    | Liliana Popescu | 2 min 00 s 73 Q    |
| 4    | Australie   | Tamsyn Lewis    | 2 min 01 s 21      |
| 5    | Ukraine     | Yuliya Krevsun  | 2 min 02 s 45      |
| 6    | Danemark    | Rikke Rønholt   | 2 min 03 s 75 (SB) |
| 7    | Japon       | Ayako Jinnouchi | 2 min 07 s 34      |

| Rang | Pays        | Athlète            | Temps                |
| ---- | ----------- | ------------------ | -------------------- |
| 1    | Biélorussie | Sviatlana Usovich  | 1 min 59 s 95 Q (SB) |
| 2    | Jamaïque    | Kenia Sinclair     | 2 min 00 s 35 Q      |
| 3    | Canada      | Diane Cummins      | 2 min 00 s 38 Q      |
| 4    | Ukraine     | Tetyana Petlyuk    | 2 min 00 s 45 q      |
| 5    | États-Unis  | Hazel Clark        | 2 min 00 s 61 q      |
| 6    | Maroc       | Seltana Aït Hammou | 2 min 00 s 74 (SB)   |
| 7    | Guam        | Nicole Layson      | 2 min 36 s 14        |
| 8    | Uruguay     | Marcela Britos     | DNS                  |

| Rang | Pays                      | Athlète             | Temps                |
| ---- | ------------------------- | ------------------- | -------------------- |
| 1    | Kenya                     | Janeth Jepkosgei    | 1 min 58 s 95 Q (SB) |
| 2    | Espagne                   | Mayte Martínez      | 1 min 59 s 58 Q (SB) |
| 3    | Slovaquie                 | Lucia Klocová       | 1 min 59 s 72 Q (PB) |
| 4    | Namibie                   | Agnes Samaria       | 1 min 59 s 76 q (SB) |
| 5    | France                    | Élodie Guégan       | 2 min 00 s 43 q (PB) |
| 6    | Russie                    | Svetlana Cherkasova | 2 min 00 s 93        |
| 7    | Zambie                    | Elizet Banda        | 2 min 09 s 90        |
| 8    | République centrafricaine | Mireille Derebona   | 2 min 30 s 08 (SB)   |